# Altinote edulis
Altinote edulis är en fjärilsart som beskrevs av Gustav Weymer 1890. Altinote edulis ingår i släktet Altinote och familjen praktfjärilar. Inga underarter finns listade i Catalogue of Life.